# Ngụy (họ)
Ngụy là một họ của người ở vùng Văn hóa Đông Á. Họ này có mặt ở Việt Nam, Trung Quốc (chữ Hán: 魏, Bính âm: Wei), và Triều Tiên (Hangul: 위, Romaja quốc ngữ: Wi hoặc Wie).
Trong danh sách Bách gia tính ở Trung Quốc họ Ngụy đứng thứ 30.
Tránh nhầm lẫn chữ "ngụy" (魏) của họ này với chữ "ngụy" (偽) mang nghĩa là "giả vờ, lừa dối" (như ngụy trang, ngụy tạo, ngụy biện, ngụy quân tử,...), do chữ Quốc ngữ chỉ có thể biểu âm, không biểu nghĩa được như chữ Hán và chữ Nôm.

## Người Việt Nam họ Ngụy nổi tiếng
- Ngụy Khắc Đản, danh sĩ thời Tự Đức
- Ngụy Như Kontum, hiệu trưởng đầu tiên của Đại học Tổng hợp Hà Nội
- Ngụy Thiên An (nghệ danh "An Nguy"), Vloger - Youtuber nổi tiếng

## Người Trung Hoa họ Ngụy nổi tiếng
- Ngụy Thù, đại tướng của Tấn Văn Công thời Xuân Thu
- Ngụy Thư, nhà quân sự của nước Tấn thời Xuân Thu
- Ngụy Hoàn tử, người đứng đầu Ngụy tộc, những người lập ra nước Ngụy thời Chiến Quốc
- Tín Lăng Quân, tên thật là Ngụy Vô Kị, đại công tử nước Ngụy thời Chiến Quốc
- Ngụy Nhiễm, thừa tướng nước Tần thời Chiến Quốc
- Ngụy Diên, đại tướng của nhà Thục Hán thời Tam Quốc
- Ngụy Vịnh Chi, Tướng lĩnh nhà Đông Tấn
- Ngụy Thâu, Tể tướng nhà Bắc Tề người biên soạn Ngụy thư thời Bắc Tề Văn Tuyên Đế
- Ngụy Trưng, ngự sử đại phu của Đường Thái Tông (trong tiểu thuyết Tây du ký, ông là thừa tướng
- Ngụy Thanh Thái : Nhất đẳng Thừa Ân công  (phong năm Gia Khánh thứ 2). Ông là thân phụ của Hiếu Nghi Thuần Hoàng Hậu, ông ngoại của Gia Khánh đế
- Ngụy Trung Hiền, đại hoạn quan thời nhà Minh
- Hiếu Nghi Thuần Hoàng Hậu, Hoàng hậu thứ 3 của Càn Long Đế (sinh mẫu của Gia Khánh Đế và Hòa Thạc Hòa Khác Công Chúa, Cố Luân Hòa Tĩnh Công Chúa, Khánh Hi Thân Vương Vĩnh Lân) trực thuộc Hán Quân Chính Hoàng Kỳ Bao y, ngày 25 tháng 01 năm Càn Long thứ 40 gia tộc được nâng thành Mãn Châu Tương Hoàng Kỳ. Năm Gia Khánh thứ 20 đổi Ngụy thị thành Ngụy Giai Thị cho giống với Mãn Châu
- Ngụy Đạo Minh, Bộ trưởng Bộ Ngoại giao Trung Hoa Dân Quốc, Thị trưởng Nam Kinh thời Trung Hoa Dân Quốc.
- Ngụy Nguy, nhà văn Trung Quốc
- Ngụy Phượng Hòa, Ủy viên Quân ủy Trung ương, Tư lệnh Quân chủng Chi viện chiến lược
- Ngụy Anh, tự Vô Tiện, nhân vật hư cấu trong truyện Ma Đạo Tổ Sư của tác giải Mặc Hương Đồng Khứu

## Người Triều Tiên họ Ngụy có danh tiếng
- Michelle Wie (Hán Việt: Ngụy Thánh Mĩ), vận động viên đánh golf người Mỹ gốc Triều Tiên